# Denika Kassim
Denika Kassim (* 8. August 1997 in Moroni) ist eine komorische Leichtathletin.

## Biografie
Denika Kassim trat bei den Olympischen Spielen 2016 in Rio de Janeiro im Wettkampf über 100 Meter an. Jedoch reichte ihre Zeit von 12,53 s nicht zum Weiterkommen und somit schied sie im Vorlauf aus.